# Межигірська вулиця (Київ)
Межигі́рська ву́лиця — вулиця в Подільському районі міста Києва, місцевість Поділ. Пролягає від Контрактової площі до Заводської вулиці. Внесена міською владою у перелік 300 символів Києва.
Прилучаються вулиці Григорія Сковороди, Спаська, Хорива, Верхній та Нижній Вал, Ярославську, Щекавицька, Щекавицька площа, вулиці Введенська, Оболонська, Юрківська, Оленівська і Набережно-Лугова.

## Історія
Вулиця відома з другої половини XVIII століття, хоча дорогу з міста на оболонські пасовища, обрисом подібну до Межигірської вулиці, можна знайти і на значно давніших за ті часи мапах. Мала назву Костянтинівська. Назву Межигірська вулиця отримала 1869 року. З 1919 року — вулиця Переця, на честь єврейського письменника Іцхака Переца. Сучасну назву відновлено 1944 року.
Від свого початку й до кінця лежить на рівній місцевості (Поділля, але, щиро кажучи, за Валами починалась місцевість Плоска слобода або Плоске), тому може здивувати назва «Межигірська». Пояснення знаходимо в існуванні козацького подвір'я (за призначенням, на зразок Гостиного двору), яке належало дуже впливовому Межигірському монастирю.

## Інфраструктура та пам'ятки
Вулиця бере початок з головної площі Подолу, тому її історія багато в чому пов'язана з контрактовими ярмарками, будинок № 1 на ній — це знаменитий Контрактовий дім.
До 30-х років ХХ століття існував Воскресенський храм (знаходився на розі Межигірської та Спаської вулиць; знищений), до парафії якого належали мешканці вулиці.
Вулиця виразно ділиться на дві частини. Перша — власне подільська поблизу Контрактової площі, там жили заможні міщани. Друга — за Валами, її складали робітники, так званий пролетаріат. Це сильно позначилось на архітектурі району. Тепер плосківська частина вулиці має сучаснішу забудову (сталінки, хрущовки, будинки 1990-х років), ніж перша, яка в цілому зберегла вигляд XIX століття, з чим власне асоціюється Поділ.
Вже понад сто років вулицею пролягає частина трамвайного маршруту (на Куренівку та Пущу-Водицю). В 1970-ті роки вздовж неї під землею прокладена ділянка Оболонсько-Теремківської лінії метрополітену.

## Особистості
У будинку № 5 народилися і деякий час мешкали письменник Михайло Кольцов та художник Борис Єфімов.

## Пам'ятки історії та архітектури

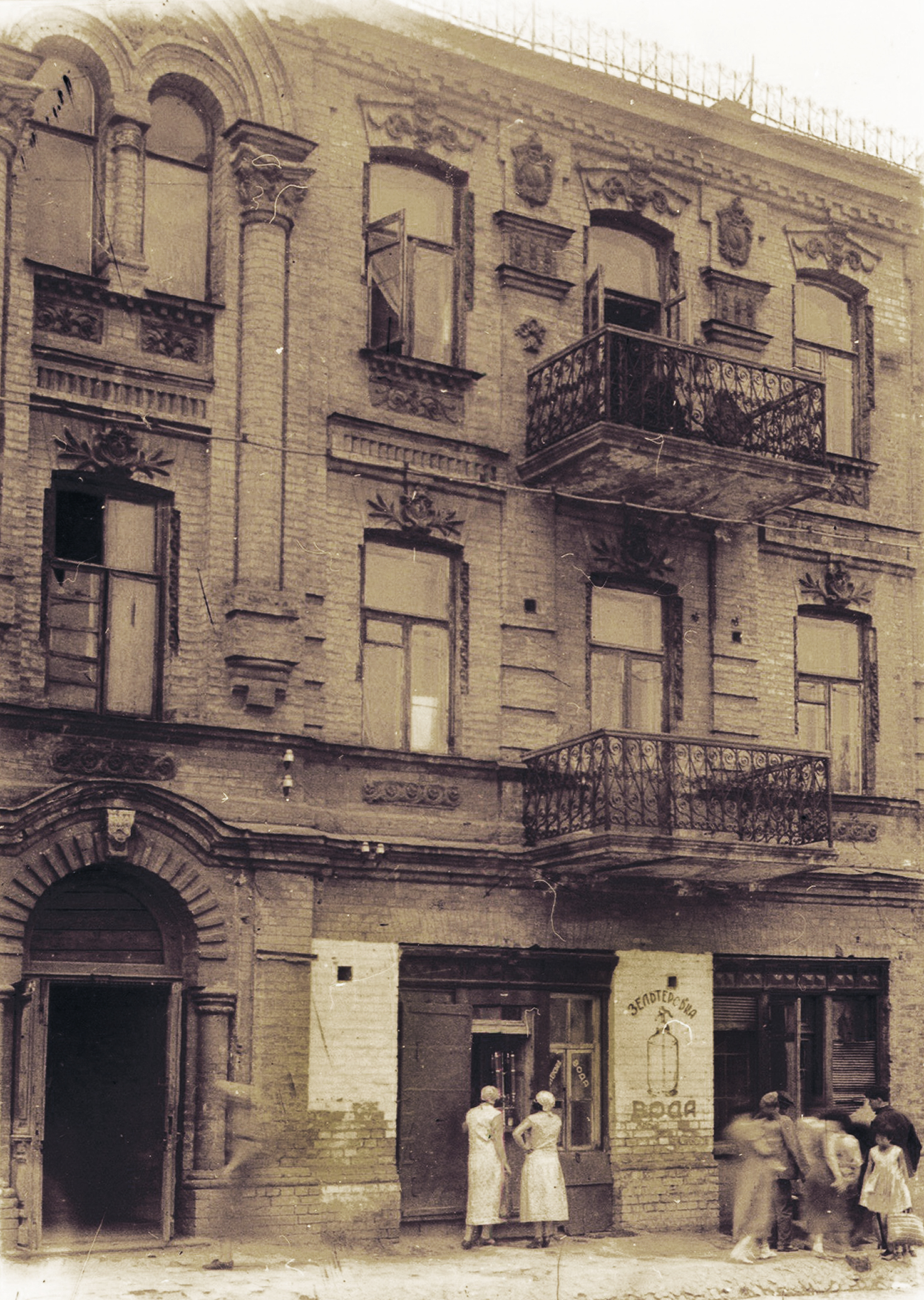
Будинок Вертипороха, 1934

- 1/1 — Будинок контрактовий (1815–1817; реставрація 1998), де в 1821–1825 роках збиралися декабристи; який відвідували відомі діячі культури: у 1821 році — Олександр Пушкін, у 1835 році — Микола Гоголь, Тарас Шевченко, у 1847–1850 роках (з перервами) — Оноре де Бальзак; у 1847 році — Ференц Ліст[с 1].
- 2/1 — Будинок клубу «Харчовик» (1931–1933), нині Палац культури «Славутич»[с 2].
- 3/7 — Будинок прибутковий М. О. Балабухи (1897, 1910), в якому мешкали скульптор Федір Балавенський; журналіст Михайло Кольцов; містився Молитовний будинок учасників російсько-японської війни[с 3].
- 5 — Будинок прибутковий (1900)[с 4]
- 9/21-23 — Будинок прибутковий (1902)[с 4].
- 10/18 — Будинок прибутковий (кін. XIX ст.)[с 4].
- 17 — Будинок прибутковий (1898)[с 4].
- 19 — Садиба Христини Казарновської (кін. XIX ст.).
- 21 — Будинок житловий	(1866)[с 4].
- 23/22 — Житловий комплекс з єврейським молитовним будинком (кін. XIX ст.; прибудова 1886)[с 4].
- 26/24 — Будинок прибутковий (1898; (надбудова 1914)[с 4].
- 30 — Флігель житловий (1913)[с 4].
- 32-А — Будинок прибутковий (кін. XIX ст.)[с 4].
- 33/19 — Будинок прибутковий чернігівського купця Вертипороха (кін. XIX ст.)[с 2]. В аварійному стані[6].
- 39/20 — Особняк (кін. XIX ст.)[с 5].

## Установи та заклади
- Середня загальноосвітня спеціалізована школа № 19 з поглибленим вивченням іноземних мов (буд. № 16)
- ТОВ "Ювелірний завод "Діамант 13" (буд.82А)
- Компанія Київхліб (буд.83)
- ALVIVA GROUP (буд.83)